# Marie Womplou
Marie Womplou, née le 20 décembre 1969, est une athlète de Côte d'Ivoire, spécialiste du 400 mètres haies. Elle a remporté la médaille d'or aux Jeux panafricains du Caire en 1991 et la médaille de bronze aux Jeux de la francophonie disputés au Maroc en 1989.

## Palmarès

### Championnats d'Afrique
- Championnats d'Afrique 1985 au Caire :
  -  Médaille de bronze du 400 mètres haies

- Championnats d'Afrique 1988 à Annaba :
  -  Médaille d'argent du 4 x 100 mètres
  -  Médaille d'argent du 4 x 400 mètres
  -  Médaille de bronze du 400 mètres haies

- Championnats d'Afrique 1989 à Lagos :
  -  Médaille d'argent du 400 mètres haies

### Jeux africains
- Jeux africains de 1991 au Caire :
  -  Médaille d'or du 400 mètres haies
  -  Médaille d'argent du relais 4 × 100 mètres
  -  Médaille de bronze du relais 4 × 400 mètres

### Jeux de la Francophonie
- Jeux de la Francophonie 1989 à Casablanca :
  -  Médaille de bronze du 400 mètres haies
  -  Médaille de bronze du relais 4 × 100 mètres

- Jeux de la Francophonie 1994 à Bondoufle :
  -  Médaille de bronze du 400 mètres haies